# Kew Gardens

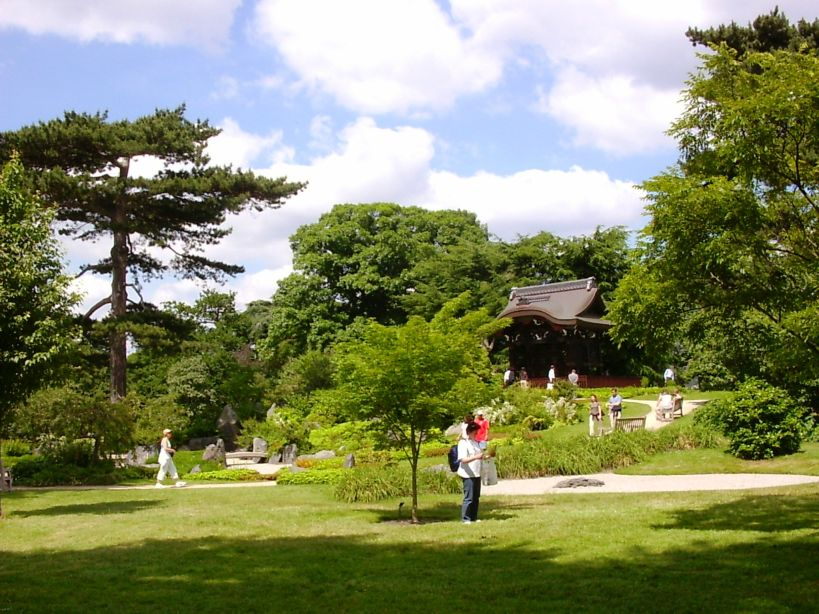
Karamon in Kew Gardens (13 juni 2004)

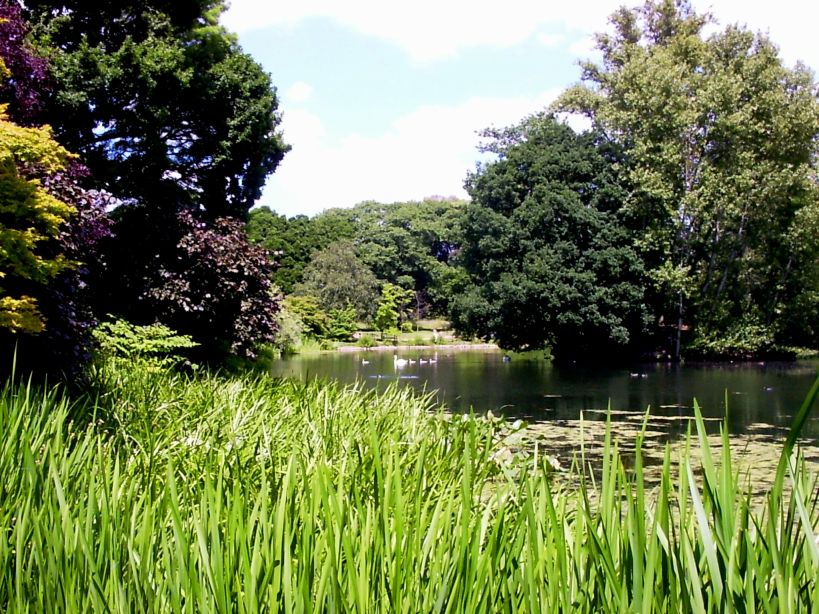
Kew Gardens (13 juni 2004)

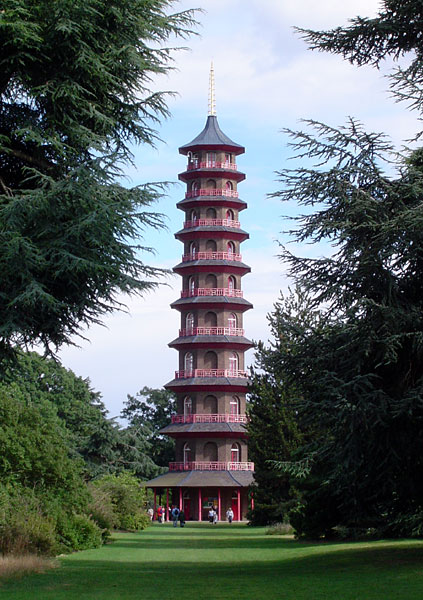
Pagode

Kew Gardens is de populaire naam van een botanische tuin die is gelegen tussen de plaatsen Richmond upon Thames en Kew in het zuidwesten van de Britse hoofdstad Londen. De officiële naam is Royal Botanic Gardens, Kew.
Met Kew Gardens wordt ook wel gedoeld op het tuinencomplex in Kew zelf. Dit ontstond door toedoen van prinses Augusta van Saksen-Gotha, de weduwe van Frederick, prins van Wales. Sir William Chambers bouwde voor haar een aantal tuinelementen, waaronder een pagode (Great Pagode, 1761), naar Chinees voorbeeld, die ligt in de zuidoosthoek van de tuin. Koningin Victoria schonk de tuin in 1841 aan het volk: daarmee werd de tuin toegankelijk voor het publiek.
Het Kew House (later White House geheten) werd gesloopt in 1802. Het "Dutch House" (Nederlandse Huis) uit 1631 werd in 1781 aangekocht door koning George III als onderkomen voor zijn kinderen. Het is een bakstenen gebouw dat nu bekendstaat als Kew Palace. Andere gebouwen zijn de oranjerie, de Palm House (palmenkas, 1844-1848), de Princess of Wales Conservatory (kas), de Temperate House (gematigd kas, 1899), de Japanse Poort (karamon), en de boogruïne.
Het complex in Kew heeft een omvang van ongeveer 120 ha. Daarmee behoort Kew Gardens tot de grootste botanische tuinen ter wereld. Encephalartos woodii is een van de zeldzame planten die er te zien zijn.
In 2003 werd Kew Gardens geplaatst op de Werelderfgoedlijst van UNESCO.
Kew Gardens is ook en vooral bekend als wetenschappelijk instituut op het gebied van de plantensystematiek: het herbarium heeft een uitgebreide bibliotheek en is de bron van tal van toonaangevende publicaties, waaronder het botanische tijdschrift Kew Bulletin. Ook is de botanische tuin verantwoordelijk voor Curtis's Botanical Magazine, een tijdschrift dat sinds 1787 bestaat en het langstlopende botanische tijdschrift met kleurenillustraties is. De bibliotheek is aangesloten bij de Council on Botanical and Horticultural Libraries (CBHL); een internationale organisatie van individuen, organisaties en instituten die zich bezighouden met de ontwikkeling, het onderhouden en het gebruik van bibliotheken met botanische literatuur en literatuur over tuinen. In de Royal Botanic Gardens, Kew bevindt zich het secretariaat van de European Botanical and Horticultural Libraries Group (EBHL), een organisatie die zich richt op de promotie en facilitatie van samenwerking en communicatie tussen personen die werken in botanische en horticulturele bibliotheken, archieven en gerelateerde instituten in Europa.
Het Millennium Seed Bank Project is een internationaal samenwerkingsproject op initiatief van de Kew Gardens, dat in 2000 is gelanceerd. Het is het grootste ex-situbeschermingsproject dat ooit is uitgevoerd. De doelstelling is dat de deelnemende instituten aan dit project aan het begin van 2010 zaden van 10% van de wilde zaadplantensoorten in de wereld in zaadbanken zullen hebben opgeslagen.
In 2002 werd de website ePIC (electronic Plant Information Centre) opengesteld, waarmee geïnteresseerden eenvoudig informatie over planten en over de plantencollecties kunnen opvragen.
De botanische tuin is aangesloten bij Botanic Gardens Conservation International, een non-profitorganisatie die botanische tuinen samen wil brengen in een wereldwijd samenwerkend netwerk om te komen tot het behoud van de biodiversiteit van planten.
De tuin is aangesloten bij de Biodiversity Heritage Library (BHL), een samenwerkingsproject dat is gericht op het digitaliseren en beschikbaar stellen via open access van literatuur met betrekking tot biodiversiteit. De tuin is een partner van de Encyclopedia of Life, een online project dat een overzicht wil geven van alle bekende soorten organismen. Ook is de tuin aangesloten bij de Plant Conservation Alliance (PCA), een samenwerkingsverband dat zich richt op de bescherming van planten die van nature voorkomen in de Verenigde Staten.
Sinds september 2012 is Richard Deverell directeur van de botanische tuin als opvolger van Stephen Hopper die zelf in oktober 2006 werd aangesteld. Directeuren uit het verleden zijn onder meer Peter Crane, Ghillean Prance, George Taylor, Joseph Dalton Hooker en William Jackson Hooker.
Historic Royal Palaces beheert verschillende gebouwen in Kew Gardens, zoals Kew Palace, the Royal Kitchens, Queen Charlotte’s Cottage en Great Pagoda. Al deze gebouwen zijn te bezichtigen voor bezoekers.